# 東京音楽学校 (旧制)
東京音楽学校（とうきょうおんがくがっこう; 英語: Tokyo Academy of Music; ドイツ語: Kaiserliche Musikakademie zu Tokyo）は、1887年、東京府下谷区に設立された官立（唯一）の音楽専門学校である。東京藝術大学音楽学部・大学院音楽研究科の前身。

## 概要
日本で最初の音楽教員・音楽家・音楽鑑賞家の養成機関であり、当初は西洋音楽の教育を中心とし、修業年限1年の予科と本科（2年制の師範科および3年制の専修科）から構成されていた。学制改革にともない発足した新制東京芸術大学音楽学部・大学院音楽研究科の構成母体となった。戦前期の官立高等教育機関は原則男子のみ受け入れており東京芸術大学美術学部の前身東京美術学校は男子校であったのに対し、東京音楽学校は男女共学で女子の方が入学者数が多かった。また、東京美術学校と比べるとかなりの小規模校であり、現在の東京藝術大学上野音楽学部キャンパスの、美術学部と接する部分約半分強は、当時東京美術学校の敷地であった。また、東京美術学校が、伝統的日本美術の保護が学校のルーツであったのに対し、東京音楽学校のルーツは西洋音楽の輸入であった。

## 沿革

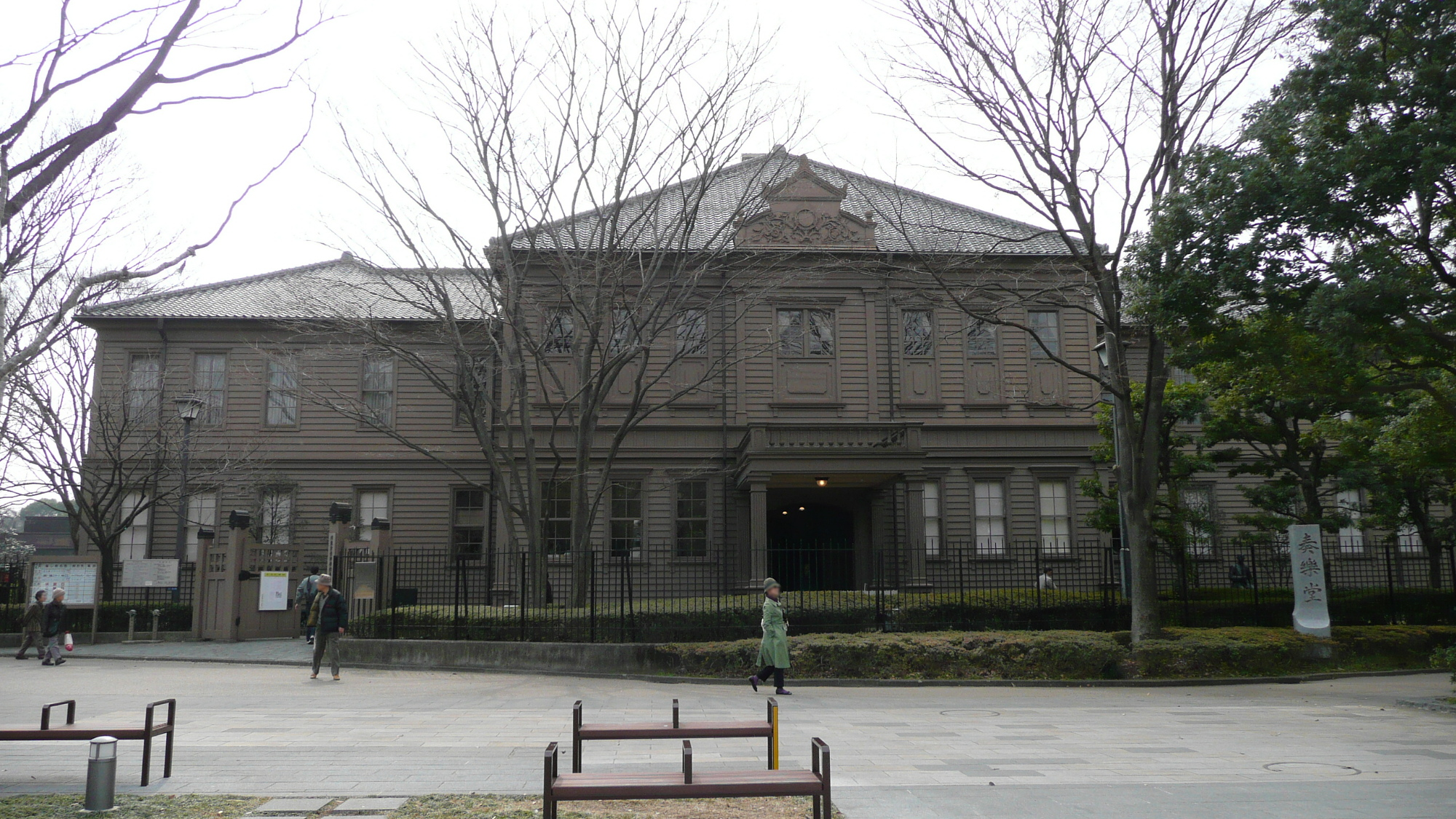
現在の旧東京音楽学校本館および奏楽堂 / 現在は上野公園内に移設

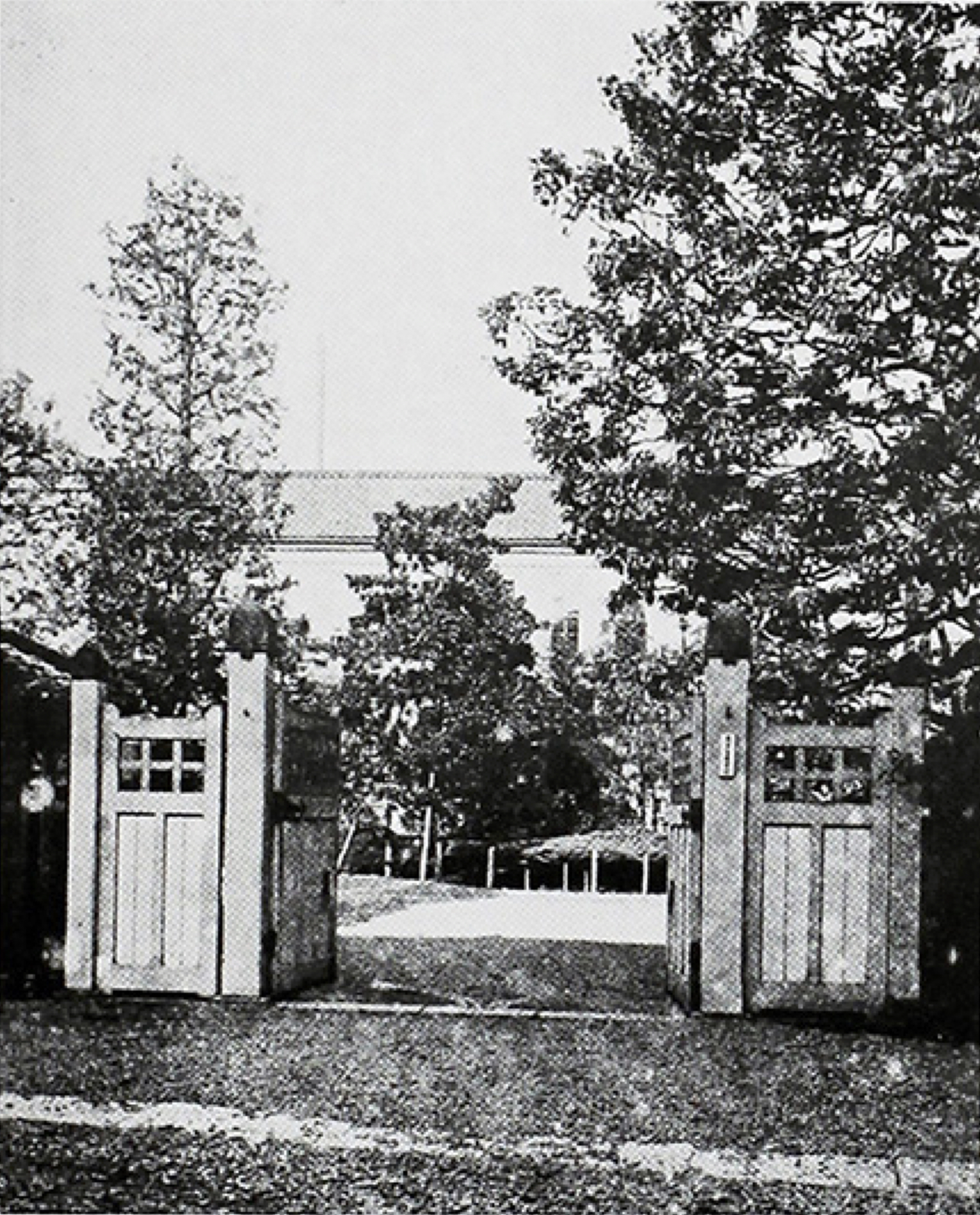
開校まもない頃の東京音楽学校正門（1890年）

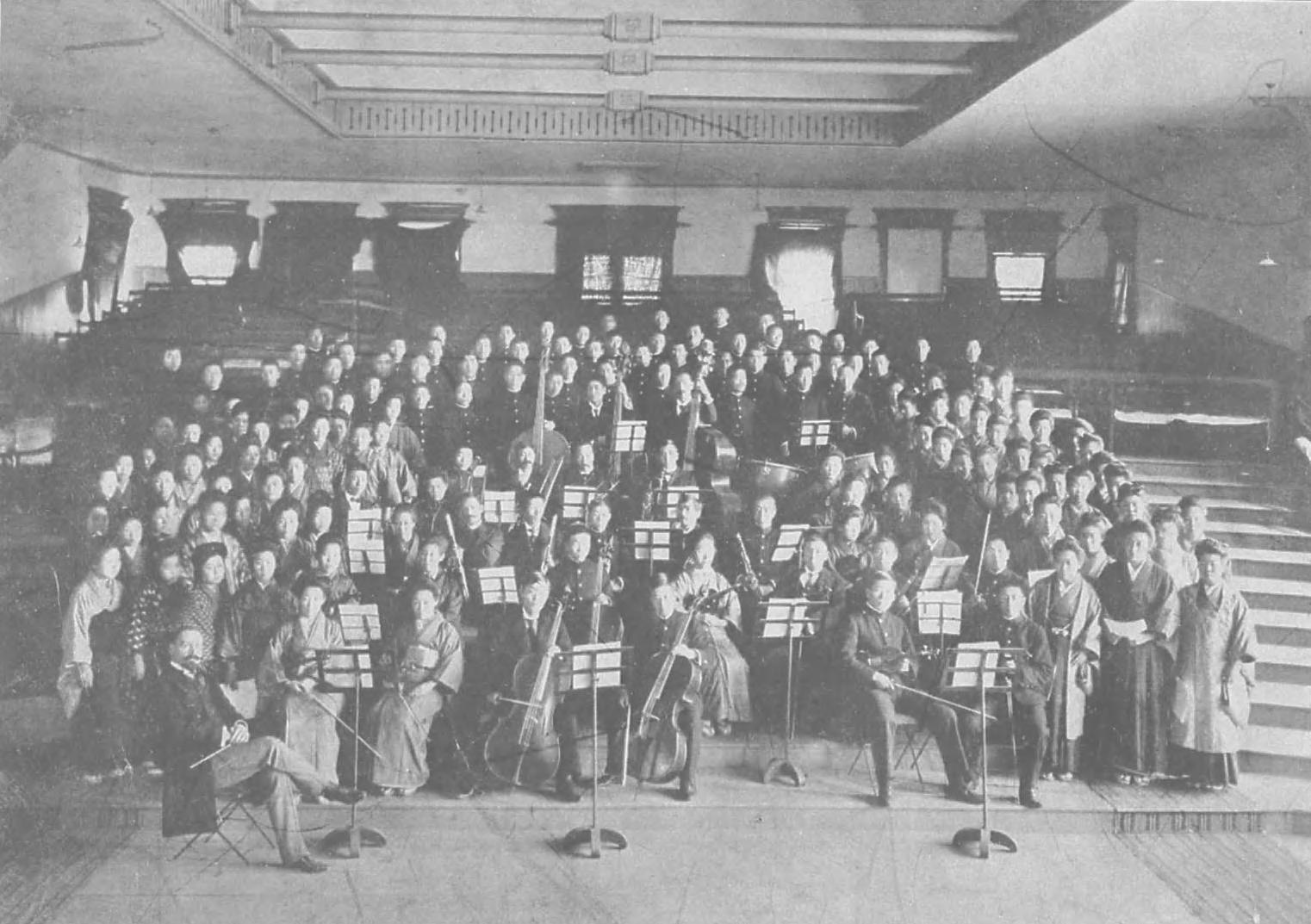
東京音楽学校奏楽堂での記念写真

1887年10月4日、文部省大臣官房直属の機関であった音楽取調掛の掛長であった伊沢修二の他、菊池大麓・外山正一・穂積陳重ら当時の代表的学者7名が連署した「音楽学校設立ノ儀ニ付建議」に基づき、同掛を改称し設置、伊沢が事実上の初代校長に就任した。その後奏楽堂を含む校舎が新築され、1890年5月12日に開校された。日本最初の音楽学校として、予科・本科（専修科）・師範科・選科が設置された。学校設立に当たっては、東儀鉄笛（帝国教育会の事務長で獨協学園書記）ら雅楽師も少なからず関与した。
しかし翌1891年には早くも国費節減と関連して帝国議会で存廃論議が起こり、1893年6月28日高等師範学校に移管され附属学校に格下げされた（勅令）が、1899年4月4日には伊沢らを中心に東京音楽学校として再び独立し（勅令）、翌1900年には学科を再編成して5科とし、以後新制移行までこの体制が基本的に存続した。同時に開校した東京美術学校がもっぱら日本画中心であったのに対して、西洋音楽一辺倒であったが、1907年9月17日に邦楽調査掛が設置され古邦楽の採譜・演奏が始まった。20世紀に入った頃から瀧廉太郎・山田耕筰・信時潔ら作曲家を輩出するようになり、以後音楽家・音楽教師・音楽鑑賞家を養成する中心的教育機関となった。
大正時代の入学資格は、本科が予科卒業生、予科と甲種師範科（中等教員養成目的）が旧制中学・高等女学校4学年修了程度、乙種師範科（小学校唱歌教員養成目的）が高等小学校2学年修了程度であった。しかし、乙種師範科（募集20名程度1年制）は次第に入学者の学歴が甲種師範科と変わらなくなったため、乙種師範科は1928年に募集を臨時に一時停止としたが、復活することは無かった。昭和時代の年限・学生数は、予科では募集30名～40名で予科1年・本科3年の一貫教育であり、甲種師範科は募集30～40名の3年制（後に4年制）であった。本科には当初、声楽部、器楽部があり、後に作曲部・邦楽部が加わり4部（4科）となった。入学者を数倍の倍率で選抜出来たのは、予科・甲種師範科であり、この他に選科（現在の聴講生に相当）がほぼ全入で毎年400名近く受け入れていた。なお、1936年6月20日に本科・甲種師範科と並列する形で、邦楽科（募集15名程度。能・長唄・箏の3科）が新設された（省令）が、後に予科・本科コースと統合された。研究科は卒業者が卒業後研究するための制度であり、志願者は少なくほぼ全入であった。
さらに1937年、選科の邦楽科目に改正が加えられ、能楽科（従来の観世流）に宝生流が加えられた。また長唄科（唄、三味線）に囃子を増設するなど邦楽が拡充された。
第二次世界大戦後の1946年、新校長小宮豊隆の主導で職員の大量罷免を伴う学内改革が行われた。その結果、高折宮次（ピアノ科主任）、遠藤宏（音楽史科主任）、木下保（声楽科主任）、橋本國彦（作曲科主任）、井上武雄（ヴァイオリン科主任）、平井保三（チェロ科主任）、井口基成（ピアノ科）、宇佐美ため（ピアノ科）、平井保喜（作曲科）、永田晴（管科）、細川碧（作曲科）、中村ハマ（ピアノ科）の11名の教授が罷免され、その独裁的なやりかたに抗議する校長不信任運動に加わった豊増昇、永井進の2名のピアノ科教授が退職した。
1949年5月31日、学制改革により新制東京芸術大学が発足すると、東京音楽学校はこれに包括されて音楽学部の前身となり、1952年3月に廃止された。本流の予科・甲種師範科が募集70人と超少数精鋭であったが、全入の選科も東京藝術大学音楽学部に統合したため、音楽学部の募集は172名（1951年以降）となった。なお東京美術学校には選科生はほとんど居なかったため、東京美術学校の予科・師範科の募集人数と東京藝術大学美術学部の募集人数はあまり変化しなかった。
1946年の募集人数　甲種師範科30名、本科40名（予科と統合）。本科内訳　声楽科8名、器楽科（ピアノ・オルガン8名、バイオリン・チェロ・ダブルベース6名、管楽器・打楽器5名）作曲科2名、邦楽科（能楽2名、箏曲4名、長唄4名）

### 年表
- 1887年10月：勅令第51号により音楽取調掛を改称し設立。
- 1889年：規則を制定し予科および本科・師範科を設置。
- 1890年5月：開校。
- 1893年6月：東京高等師範学校附属音楽学校となる。
- 1898年：分教場を新設。
- 1899年4月：東京音楽学校として再独立。
- 1900年：規則を改正し予科・本科・研究科・師範科（甲・乙）・選科の5科とする。
- 1907年9月：邦楽調査掛を設置。
- 1928年：乙種師範科募集停止
- 1931年：4月25日本科に作曲科設置（省令）。
- 1936年：邦楽科設置
- 1949年5月：新制東京芸術大学発足により包括。
- 1952年3月：最後の卒業式。東京音楽学校廃止。

## 歴代校長
東京音楽学校長
- 伊沢修二（1888年1月27日 - 1891年6月13日）[4]
1888年1月27日 - 1890年6月20日：兼任（文部省編輯局長）
1891年6月15日 - 8月10日：教授神津専三郎が校長心得[5]
- 村岡範為馳（1891年8月10日 - 1893年9月11日）[6]

高等師範学校長
- 嘉納治五郎（1893年9月20日 - 1897年8月20日）[7]
1893年9月13日 - 9月20日：校長心得
- 河内信朝（1897年8月20日 - 11月19日）[8]
- 嘉納治五郎（1897年11月19日 - 1898年6月20日）[7]
- 矢田部良吉（1898年6月20日 - 1899年8月8日）[9][10]

（高等師範学校附属音楽学校主事）
- 上原六四郎（1893年9月11日 - 1898年4月4日）[11]
- 矢田部良吉（1898年4月4日 - 6月20日）[9]
- 渡辺龍聖（1898年6月22日 - 1899年4月5日）[12]

東京音楽学校長
- 渡辺龍聖（1899年8月4日 - 1909年12月20日）[12]
1899年4月5日 - 8月4日：校長心得
1899年8月4日 - 1900年4月7日：兼任（高等師範学校教授）
1902年10月 - 1909年12月：清国政府応聘[13][14]
- 大島義脩（1902年10月27日 - 1904年2月17日）[13]
1902年9月13日 - 10月27日：校務代理
1903年7月1日 - 1904年2月17日：兼任（文部省視学官）[15]
- 高嶺秀夫（1904年2月17日 - 1907年6月21日）[13]
兼任（女子高等師範学校長）
- 湯原元一（1907年6月21日 - 1917年6月11日）[13][14]
- 茨木清次郎（1917年6月11日 - 1918年9月14日）[14]
- 村上直次郎（1918年9月14日 - 1928年4月17日）[14]
1928年4月18日 - 24日：教授島崎赤太郎が校長事務取扱[16]
- 乗杉嘉寿（1928年4月24日 - 1945年10月15日）[14][17]
1945年10月15日 - 1946年1月26日：文部省学校教育局長田中耕太郎が校長事務取扱[17]
- 小宮豊隆（1946年1月26日 - 1949年6月18日）[17]
1946年1月26日 - 3月30日：兼任（東北帝国大学教授）
1949年6月18日 - 7月27日：国立博物館長・東京美術学校長上野直昭が校長事務取扱[17]
- 加藤成之（1949年7月27日 - 1952年3月31日）[17]
兼務（東京芸術大学音楽学部長）

## 主な卒業生

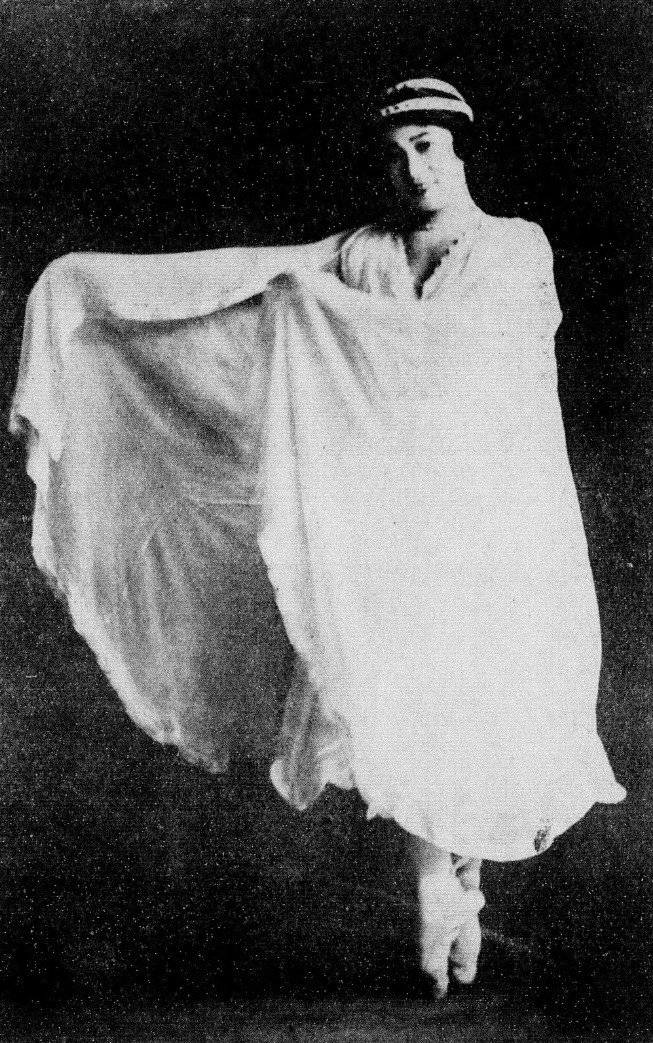
今村静子。本校卒業後、米国にダンス留学ののち、歌劇女優となる

- 野村萬（七世野村万蔵）
- 竹内平吉
- 古川太郎
- 中田章
- 吉田信太
- 高田信一
- 牛山充
- 多久興
- 松谷穣
- 田村虎蔵
- 楠美恩三郎
- 近藤良三
- 須川政太郎
- 神戸絢
- 片岡みどり
- 島村千枝子
- 本儀静
- 中村佳永子
- 村尾アサ子
- 永井進
- 納所文子
- 松本民之助
- 南能衛
- 加古三枝子
- 小林宗作
- 木下保
- 團伊玖磨
- 黛敏郎
- 芥川也寸志
- 矢代秋雄
- 別宮貞雄
- 斎藤高順
- 柴田喜代子
- 瀧廉太郎
- 横井輝男
- 安藤幸

## 校地の変遷と継承
1887年設立時の校地は音楽取調掛の所在地であった東京府下谷区（現・東京都台東区）の上野公園東四軒寺跡地であったが、1890年には同じく上野公園内の西四軒寺跡の文部省用地に122坪の校舎・奏楽堂が建設されてこの地に移転・開校、新制移行後の東京芸術大学音楽学部の校地（現・上野キャンパス）として継承され、さらに東京美術学校の敷地の一部（現上野音楽学部キャンパスのうち、美術学部と接する部分、約半分強）が音楽学部に移管され、現在に至っている。なお開校時の本館・奏楽堂は上野公園内に移築され「旧東京音楽学校奏楽堂」として現存している。